# Станчев, Валентин
Валентин Станчев (болг. Валентин Иванов Станчев; род. 25 октября 1968, Враца) — болгарский футболист, игравший на позиции нападающего.

## Карьера
Воспитанник футбольной школы «Ботев» (Враца). Начинал играть в местном «Ботеве», игравшем в высшем дивизионе и второй лиге. В 1992 году перешёл в «Черноморец» (Бургас). В 1994 году перебрался в «Этыр», но с сентября стал играть за «Спартак» (Варна), с которым в 1995 году вышел в высший дивизион.
За «Спартак» играл по апрель 2003 года, с перерывами на выступления в Китае, клубе ЦСКА (София) и Германии. В 1997 году стал вице-чемпионом Китая в составе клуба «Шанхай Шэньхуа», в 1999 году с ЦСКА стал обладателем Кубка Болгарии, в финале забил победный мяч в ворота «Литекса» (1:0). В сезоне 1999/2000 играл в немецкой региональной лиге за «Заксен» (Лейпциг).
В апреле 2003 года со скандалом покинул «Спартак» (по его словам, команда не должна была выиграть один из ключевых матчей чемпионата) и долгое время был без команды, играл в мини-футбол. В феврале 2004 года принял предложение другого клуба из Варны — «Черно море», за который отыграл около года и завершил профессиональную карьеру весной 2005 года в возрасте 36 лет.
В 2005—2008 годах играл за команду третьей любительской лиги «Суворово»en из одноимённого города. 1 июня 2008 года во Враце на стадионе «Христо Ботев» прошёл благотворительный матч, приуроченный к завершению карьеры Станчева, при участии самого Станчева, а также известных бывших и действующих болгарских игроков.
Всего на профессиональном уровне в Болгарии Станчев сыграл около 450 матчей, забил более 294 голов. В еврокубках принял участие в 8 матчах Кубка УЕФА за ЦСКА (забил 4 мяча)  и в 11 матчах в Кубке Интертото за «Спартак» (5 голов). Провёл 1 матч за национальную сборную Болгарии.
После завершения карьеры игрока работал тренером в футбольной школе «Черно море» (Варна), спортивно-техническим директором «Ботева» (Враца). С 2014 года — в детско-юношеской спортшколе (академии) клуба «Лудогорец»: начальник селекционного отдела, директор.

### Достижения
- Обладатель Кубка Болгарии: 1998/99
- Победитель второй болгарской лиги: 1994/95bg
- Вице-чемпион Китая: 1997en

## Личная жизнь
Супруга Любка, сын Ивайло, дочь Симона.